# Klotzberg
Der Klotzberg ist ein Naturschutzgebiet in der niedersächsischen Gemeinde Hedeper in der Samtgemeinde Elm-Asse im Landkreis Wolfenbüttel.

## Allgemeines
Das Naturschutzgebiet mit dem Kennzeichen NSG BR 012 ist 4,9 Hektar groß. Das Gebiet, das seit 1988 von der Kreisgruppe Braunschweig des BUND betreut wird, steht seit dem 2. Juli 1977 unter Naturschutz. Zuständige untere Naturschutzbehörde ist der Landkreis Wolfenbüttel.

## Beschreibung
Das Naturschutzgebiet liegt südöstlich von Hedeper in der Gemarkung des Ortsteils Wetzleben und stellt eine etwa 30 Meter aufragende Schichtrippe aus Keupersandstein unter Schutz. Im Westen des Gebietes befindet sich ein ehemaliger Steinbruch. Im Ostteil und im Bereich der Kuppe wird der Höhenrücken von Halbtrockenrasen sowie von Trockengebüsch und Felsbandgesellschaften geprägt. Im Naturschutzgebiet sind u. a. Adonisröschen, Kuhschelle, Graslilie, Prachtnelke und Gelbe Skabiose zu finden. Zahlreiche Pflanzenarten erreichen hier ihre westliche Verbreitungsgrenze.

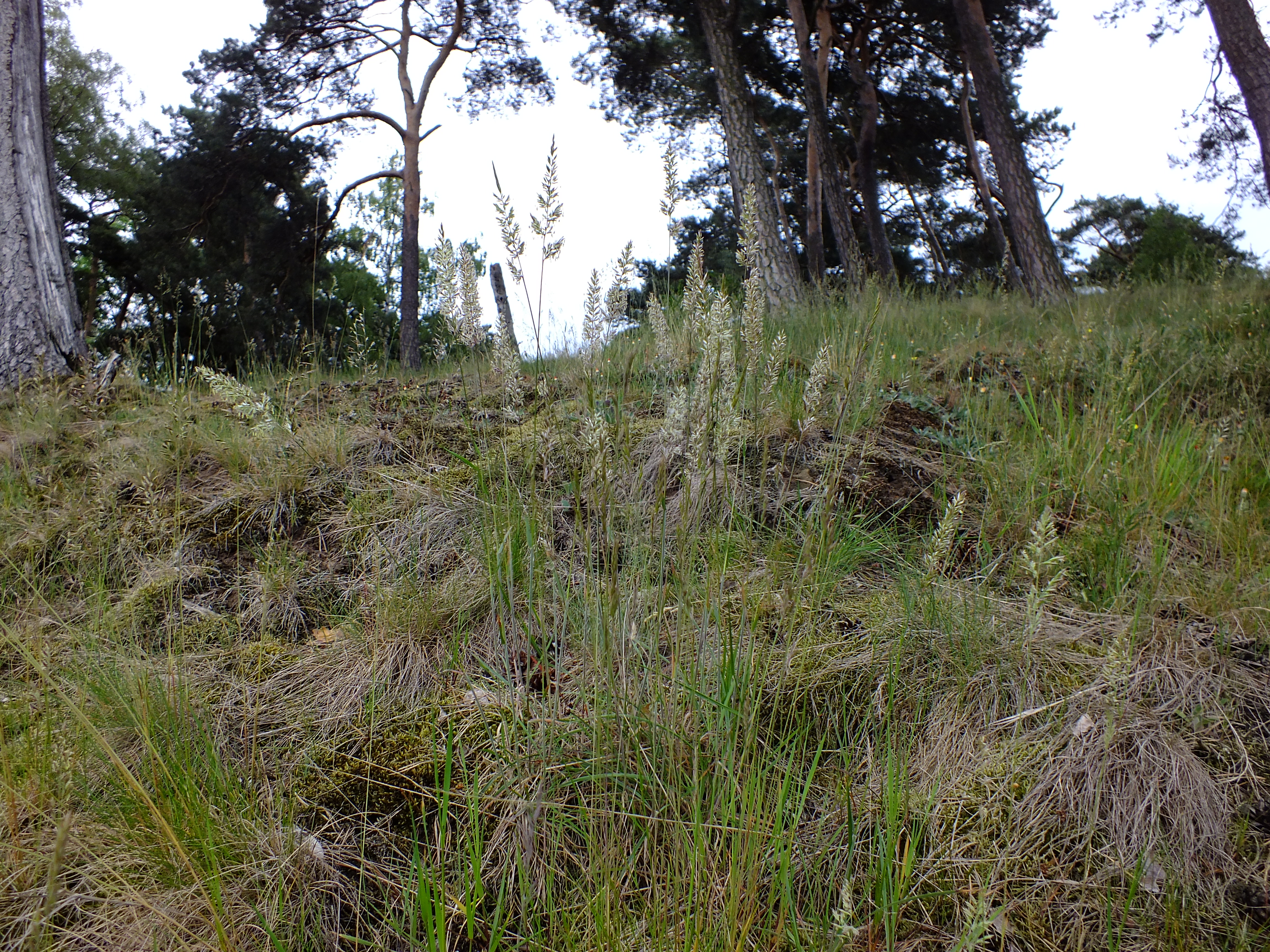
Zierliches Schillergras im NSG

Zum Schutz des nährstoffarmen Bodens wurden ab dem Winter 1995 Robinien, die dort früher angepflanzt worden waren und über ihre Wurzeln Stickstoff in den Boden einbringen, gefällt. Zur Pflege wird das Gebiet regelmäßig mit Schafen und Ziegen beweidet.
Durch das Schutzgebiet verläuft die ehemalige Bahntrasse von Börßum nach Jerxheim, die es in einen nördlichen und einen südlichen Bereich teilt. Das Gebiet ist vollständig von landwirtschaftlichen Nutzflächen umgeben.